# Manny Fernandez
Emmanuel Fernandez (* 27. srpna 1974 Etobicoke, Toronto, Ontario) je bývalý kanadský hokejový brankář.

## Hráčská kariéra

### QMJHL
Před vstupem do juniorské soutěže QMJHL, hrával za mládežnický klub Lac St-Louis Lions v QMAAA. V létě 1991 byl vybrán z draftu QMJHL týmem Laval Titan, hned v úvodním prvním kole ze sedmého místa. Stal se tak jediným vybraným brankářem v prvním kole, pod ním skončili v pořadí známý brankáři jako Patrick Lalime nebo Jocelyn Thibault. K týmu Laval Titan se hned připojil a stal se jejím součásti tři roky (1991/94). V první sezoně se střídal na post jedničky s kolegou Éricem Raymondem, ale po jeho odchodu v průběhu sezony se stal jedničkou. V playoff dostal větší důvěru před Françoisem Leblancem. V následujícím ročníku tvořili brankářskou dvojici Fernandez - Leblanc, ve které dostal větší prostor opět Fernandez. S úspěchem v základní části, ve kterém skončili na druhém místě. V playoff nepustil
Leblanaca do brankoviště a celé playoff tak odchytal sám. Playoff nakonec úspěšně vyhráli a získali tak trofej pro vítěze soutěže President's Cup a postup do Memorial Cup. Mimo jiné získal cenu Guy Lafleur Trophy pro nejužitečnějšího hráče v playoff. V poslední třetí sezoně za Laval Titan byl naprostou jedničkou týmu. Jeho náhradník z minulé sezony odchytal již za Titan čtyři zápasy, dvojku mu dělal Martin Villeneuve, pro kterého to byla první sezona. Statisticky to byla pro Fernandeze nejúspěšnější ročník ale s týmem se jim nepodařilo obhájit titul, ve finále playoff prohráli.

### Québec Nordiques
Teprve po první odehrané sezoně v juniorské soutěži byl vybrán ve vstupním draftu NHL týmem Québec Nordiques ze třetího kola z celkového 52., místa. Za Québec Nordiques však neodehrál žádný zápas. Během působení v juniorské soutěži, byla jeho hráčská práva vyměněna 13. února 1994 do organizace Dallas Stars za švédského obránce Tommyho Sjödina a výběru ze třetího kola draftu 1994 (touto volbou byl vybrán americký útočník Chris Drury).

### Dallas Stars
Po juniorské kariéře přešel k organizaci Dallas Stars, který získal jeho hráčská práva. První ročník 1994/95 byl kvůli stávce hráčů v NHL zkrácen. Jedničkou v brankovišti Dallas Stars byl Andy Moog, který ve Stars působil v letech 1993-1997, záda mu kryl Darcy Wakaluk. Proto začínal ve druhém týmu v Kalamazoo Wings, který působil v soutěži International Hockey League. Tam působil jako střídavá jednička s brankářem Mikem Torchianem, podle statistik byl lepší Fernandez. Spolu s Torchianem poprvé debutovali v NHL v ročníku 1994/95. 1. dubna 1995 dostal Fernandez příležitost, postavit se mezi tři tyče v hlavním kádru Dallas Stars. V zápase proti Nashville Predators předvedl 24 zákroků, za které inkasoval tři branky. Následující den dostal příležitost jeho kolega s farmy Torchia, kterému zápas vyšel oproti Fernandezovi lépe. Společně s Torchiou byli posláni zpět na farmu, aby mohli zasahovat do playoff. Větší důvěru v playoff měl Fernandez. Za skvělé výkony v IHL byl zařazen do druhého All-Star Týmu. Po sezoně nastala změna v organizaci Kalamazoo Wings, tou byla změna názvu na Michigan K-Wings. Sezonu 1995/96 opět začínal na farmě, v Michigan K-Wings se střídal s nováčkem Jordanem Willisem, pro kterého to byla životní sezona. Příležitost v hlavní sestavě dostal Fernandez až po novém roce, v lednu 1996 dostal příležitost k pěti zápasům, za které inkasoval až devatenáct branek, průměr mu činil 4.58 obdržených branek za zápas. Do dalších zápasu již nezasáhl a byl poslán zpět na farmu. Opět dostal větší důvěru v playoff Fernandez, kterému se v IHL dařilo. Třetí ročník v organizaci Dallas Stars byla pro Fernandeze složitější. Po odchodu brankářské dvojky Darca Wakaluka, přišli k týmu lotyšský brankář Arturs Irbe, který usiloval o post jedničky a třetím brankářem se připojil k týmu český brankář Roman Turek. Kvůli přetlaku brankářů v hlavním kádru Stars, chytal pouze na farmě v Michiganu. Jeho náhradníkem byl Roman Turek. Po skončení sezony 1996/97, nastala velká brankářská změna v Dallasu. Dlouholetá brankářská jednička Andy Moog a dvojka Arturs Irbe odešli z týmu. K týmu přišel zkušený kanadský brankář Ed Belfour, který se stal jedničkou v brance až do roku 2002. Na post druhého brankáře se přesunul Roman Turek a třetím náhradníkem se stal Fernandez. Jak bývalo zvykem Fernandez byl opět poslán na farmě v Michiganu, kde byl dlouhodobě jedničkou týmu. Jeho druhým zástupcem v brankovišti byl Jordan Willis, který mu dělal dvojku před dvěma roky. Ročník zahájil v Michiganu, do hlavního kádru Dallas Stars byl povolán v listopadu 1997. Nastoupil do dvou zápasů, 21. listopadu 1997 proti Detroit Red Wings zasáhl k posledním deseti minutám, ze tří střel inkasoval jednu branku. Druhý zápas odchytal 27. listopadu 1997 proti Phoenix Coyotes, zápas odchytal celý a tým dovedl k vítězství. Poté dochytal sezonu v Michiganu, 55 odchytaných zápasů v základní byla tato sezona pro něho nejvytíženější. V závěru sezony 1997/98 zasáhl v jednom utkáni playoff NHL, 26. dubna 1998 nastoupil v závěru utkání proti San Jose Sharks, ve kterém nezaznamenal žádný zákrok. Následující rok probíhal beze změn v brankovišti, jedničkou Ed Belfour a dvoujkou Roman Turek. Dallas Stars změnil působiště farmy, tým přesunul do Houston Aeros. Za Aeros odchytal pouze tento ročník (1998/1999). V týmu byl zvolen brankářskou jedničkou, jeho náhradníkem byl Frédéric Chabot. Povolaný k nastoupení do zápasu NHL byl 18. dubna 1999 proti Colorado Avalanche. Zápas odchytal celý, z 29 střel inkasoval dvě branky, k výhře to ale nestačilo. Fernandez opět dochytal ročník na farmě, s Houston Aeros se probojovali do playoff, postupně vyřadili soupeře Long Beach Ice Dogs, Chicago Wolves a v závěru ve finále porazili Orlando Solar Bears. S týmem se radovali ze zisku Turner Cupu. Klubový úspěch zaznamenal i Dallas Stars, který vyhrál Stanley Cup. Po úspěchu v IHL nastala zlomová sezona pro Fernandeze, Roman Turek odešel z klubu a na pozici brankářské dvojky byl zvolen právě dlouhodobý čekatel Fernandez. Ve složení brankářské dvojici Belfour - Fernandez zahájili sezonu 1999-2000. Jenom tito dva brankáři zasáhli k zápasům Dallas Stars. Fernandez nakonec zasáhl k 25 zápasům, z předešlých pěti let v působení Dallasu nastoupil celkem k deseti zápasů. Další zápasy za klub Dallas Stars již neodchytal. Poslední zápas za Stars odchytal v playoff 30. května 1999 proti New Jersey Devils.

### Minnesota Wild
12. června 2000 proběhla výměna hráčů mezi Dallasem Stars a nově založeným klubem NHL Minnesota Wild, z Dallasu se stěhoval do Minnesoty brankář Manny Fernandez a kanadský obránce Brad Lukowich, opačným směrem putovalo třetí výběr ze vstupního draftu NHL 2000 (touto volbou byl vybrán švédský útočník Joel Lundqvist) a čtvrtý výběr ze vstupního draftu NHL 2000 (touto volbou byl vybrán kanadský obránce Aaron Rome). Fernandez se do Minnesoty zapracoval hned do základní sestavy a dokonce se podílel se o post jedničky s novým parťákem Jamie McLennan. K prvnímu historickému zápasu Minnesoty Wild se do brány postavil spoluhráč McLennan, zápas se uskutečnil 6. října 2000 proti týmu Mighty Ducks of Anaheim, který porazil Wild 3:1. Následující den 7. října 2000 dostal příležitost proti Phoenix Coyotes druhý brankář Fernandez, který rovněž nezabránil porážce 4:1. V průběhu sezony se často střídali, nakonec Fernandez odchytal o čtyři zápasy více i statistiky měl lepší než McLennan. Do playoff se Wild neprobojoval a první sezona tak pro ně skončila. Vedení Wild se tak rozhodlo pro změnu v brankovišti, z týmu odešel McLennan, na jeho místo přišel kanadský brankář Dwayne Roloson, který minulý ročník odchytal pouze na farmě v AHL. Roloson se ale dokázal vypracovat nahoru a taktéž jak z předešlé sezony McLennan, se dělil o post jedničky s Fernandezem. Od sezony 2002-2003 byl jedničkou v brankovišti Roloson a Fernandez byl odsunut na post náhradního brankáře. To ale neplatilo pro playoff v ročníku 2002-2003, tam si byli rovni s Rolosonem, který sice odchytal o dva zápasy více, ale lepší úspěch měl Fernandez. Konkurence mezi nimi byla taková, že v ročníku 2003-2004 nepustili žádného jiného brankáře do branky. Sezona 2004-2005 se neuskutečnila z důvodu výluky hráčů v NHL. Bez hokeje nezůstal dlouho, 18. prosince 2004 se dohodl na smlouvě se švédským klubem Luleå HF, který působil v domácí nejvyšší soutěži Elitserien. V Luleå HF odchytal nejvíce zápasů z brankářů, záda mu kryli Kristian Antila nebo Gusten Törnqvist. V playoff ale štěstí neměli, vypadli hned ve čtvrtfinále. V Luleå HF působilo včetně Fernandeze sedm hráčů, kteří kvůli stávky v NHL nehráli za svůj tým. Po skončení výluky se vrátil zpět do Minnesoty Wild, kde se stal od sezony 2005-2006 jasnou brankářskou jedničkou, předčil tak Rolosona, který v průběhu sezony vyměněn do Edmonton Oilers. Na jeho místo se tak přesunul náhradní brankář Josh Harding. V březnu 2006 prodloužil s Wild smlouvu na následující tři roky v hodnotě 13 milionů dolarů.  Do nové sezony 2006-2007 přišel k týmu nováček do soutěže finský brankář Niklas Bäckström, který se hned zapracoval do hlavní sestavy. Přednost dostal zkušený Fernandez, později dostával více prostoru Bäckström, který tak odsunul Joshe Hardinga na pozici třetího brankáře. V březnu 2007 se Fernandez zranil, to učinilo Bäckström jasnou jedničkou do konce sezony a playoff. Za výborné výkony si Fernandez a Bäckström vysloužili trofej William M. Jennings Trophy pro brankáře, s nejmenším počtem inkasovaných branek. Další zápasy v dresu Wild již nepřidal jelikož byl vyměněn. Poslední zápas před zraněním odchytal 6. března 2007 proti San Jose Sharks, který ale nedochytal.

### Boston Bruins
1. července 2007 byl vyměněn z Minnesoty Wild do Boston Bruins za českého útočníka Petra Kaluse a výběr ze čtvrtého kola vstupního draftu NHL 2009 (touto volbou byl vybrán švédský útočník Alexander Fallström).  Jedničkou v bráně byl americký brankář Tim Thomas. Fernandez odchytal na začátku sezony pouhé čtyři zápasy, přivodil si vážné zranění kolene. Operaci se podrobil v prosinci 2007, dlouhodobá rehabilitace jej donutila předčasně ukončit ročník. Pozici druhého brankáře převzal Alex Auld, který do týmu přišel v prosinci 2007. Do sezony 2008-2009 se uzdravil, a vrátil se do sestavy jako druhý brankář. Spolu s Timem Thomasem dovršili v základní části s nejmenším počtem inkasovaných branek, tím si vysloužili trofej William M. Jennings Trophy, kterou Fernandez vyhrál podruhé. Po vypršení smlouvy neprodloužilo vedení Bruins smlouvu Fernandezovi, jelikož počítali na nadcházející sezonu 2009-2010 brankářské složeni Tim Thomas - Tuukka Rask. Po skončení smlouvy se stal nechráněným volným hráčem. Žádný z klubů NHL neprojevilo o něho zájem. Žádné oficiální ukončení kariéry neoznámil, do branky se již nepostavil. Poslední zápas odchytal za Bruins 11. dubna 2009 proti Buffalo Sabres.

## Ocenění a úspěchy
- 1993 QMJHL - Guy Lafleur Trophy
- 1994 CHL - Druhý All-Star Tým
- 1994 QMJHL - Nejúspěšnější brankář %
- 1994 QMJHL - První All-Star Tým
- 1994 QMJHL - Michel Brière Memorial Trophy
- 1995 IHL - Druhý All-Star Tým
- 2000 NHL - Nejlepší brankář v chycených střel
- 2007 NHL - William M. Jennings Trophy
- 2009 NHL - William M. Jennings Trophy

## Prvenství
- Debut v NHL - 1. dubna 1995 (Dallas Stars proti Detroit Red Wings)
- První inkasovaný gól v NHL - 1. dubna 1995 (Dallas Stars proti Detroit Red Wings, útočníkem Martin Lapointe)
- První čisté konto v NHL - 16. února 2000 (Dallas Stars proti Nashville Predators)

## Rekordy

### Minnesota Wild
- celkový počet trestných minut: 36 (s tímto rekordem se dělí s Devan Dubnyk)

## Klubová statistika

### Základní části
| Sezona       | Tým              | Liga         | Z   | V   | P   | R  | PvP | MIN   | OG  | ČK | POG  | %ChS |
| ------------ | ---------------- | ------------ | --- | --- | --- | -- | --- | ----- | --- | -- | ---- | ---- |
| 1991/1992    | Laval Titan      | QMJHL        | 31  | 14  | 13  | 2  | —   | 1593  | 99  | 1  | 3.73 | —    |
| 1992/1993    | Laval Titan      | QMJHL        | 43  | 26  | 14  | 2  | —   | 2347  | 141 | 1  | 3.60 | 88.7 |
| 1993/1994    | Laval Titan      | QMJHL        | 51  | 29  | 14  | 1  | —   | 2776  | 143 | 5  | 4.44 | —    |
| 1994/1995    | Kalamazoo Wings  | IHL          | 46  | 21  | 10  | 9  | —   | 2470  | 115 | 2  | 2.79 | 90.5 |
| 1994/1995    | Dallas Stars     | NHL          | 1   | 0   | 1   | 0  | —   | 59    | 3   | 0  | 3.05 | 88.9 |
| 1995/1996    | Michigan K-Wings | IHL          | 47  | 22  | 15  | 9  | —   | 2664  | 133 | 4  | 3.00 | 90.6 |
| 1995/1996    | Dallas Stars     | NHL          | 5   | 0   | 1   | 1  | —   | 249   | 19  | 0  | 4.58 | 84.3 |
| 1996/1997    | Michigan K-Wings | IHL          | 48  | 20  | 24  | 2  | —   | 2720  | 142 | 2  | 3.13 | 90.4 |
| 1997/1998    | Michigan K-Wings | IHL          | 55  | 27  | 17  | 5  | —   | 3022  | 139 | 5  | 2.76 | 91.6 |
| 1997/1998    | Dallas Stars     | NHL          | 2   | 1   | 0   | 0  | —   | 69    | 2   | 0  | 1.74 | 94.3 |
| 1998/1999    | Dallas Stars     | NHL          | 1   | 0   | 1   | 0  | —   | 60    | 2   | 0  | 2.00 | 93.1 |
| 1998/1999    | Houston Aeros    | IHL          | 50  | 34  | 6   | 9  | —   | 2949  | 116 | 2  | 2.36 | 91.6 |
| 1999/2000    | Dallas Stars     | NHL          | 24  | 11  | 8   | 3  | —   | 1353  | 48  | 1  | 2.13 | 92.0 |
| 2000/2001    | Minnesota Wild   | NHL          | 42  | 19  | 17  | 4  | —   | 2461  | 92  | 4  | 2.24 | 92.0 |
| 2001/2002    | Minnesota Wild   | NHL          | 44  | 12  | 24  | 5  | —   | 2463  | 125 | 1  | 3.05 | 89.2 |
| 2002/2003    | Minnesota Wild   | NHL          | 35  | 19  | 13  | 2  | —   | 1979  | 74  | 2  | 2.24 | 92.4 |
| 2003/2004    | Minnesota Wild   | NHL          | 37  | 11  | 14  | 9  | —   | 2166  | 90  | 2  | 2.49 | 91.5 |
| 2004/2005    | Luleå HF         | SEL          | 19  | —   | —   | —  | —   | 1083  | 50  | 2  | 2.77 | 89.5 |
| 2005/2006    | Minnesota Wild   | NHL          | 58  | 30  | 18  | —  | 7   | 3411  | 130 | 1  | 2.29 | 91.9 |
| 2006/2007    | Minnesota Wild   | NHL          | 44  | 22  | 16  | —  | 1   | 2422  | 103 | 2  | 2.55 | 91.1 |
| 2007/2008    | Boston Bruins    | NHL          | 4   | 2   | 2   | —  | 0   | 244   | 16  | 1  | 3.93 | 83.2 |
| 2008/2009    | Boston Bruins    | NHL          | 28  | 16  | 8   | —  | 3   | 1644  | 71  | 1  | 2.59 | 91.0 |
| Celkem v NHL | Celkem v NHL     | Celkem v NHL | 325 | 143 | 123 | 24 | 11  | 18580 | 775 | 15 | 2.50 | 91.2 |

### Play-off
| Sezona       | Tým              | Liga         | Z  | V  | P | MIN  | OG | ČK | POG  | %ChS |
| ------------ | ---------------- | ------------ | -- | -- | - | ---- | -- | -- | ---- | ---- |
| 1991/1992    | Laval Titan      | QMJHL        | 9  | 3  | 5 | 468  | 39 | 0  | 5.00 | —    |
| 1992/1993    | Laval Titan      | QMJHL        | 13 | 12 | 1 | 818  | 42 | 0  | 3.05 | —    |
| 1993/1994    | Laval Titan      | QMJHL        | 19 | 14 | 5 | 1116 | 49 | 1  | 2.60 | —    |
| 1994/1995    | Kalamazoo Wings  | IHL          | 14 | 10 | 2 | 753  | 34 | 1  | 2.54 | —    |
| 1995/1996    | Michigan K-Wings | IHL          | 6  | 5  | 1 | 372  | 14 | 0  | 2.26 | —    |
| 1996/1997    | Michigan K-Wings | IHL          | 4  | 1  | 3 | 277  | 15 | 0  | 3.25 | —    |
| 1997/1998    | Dallas Stars     | NHL          | 1  | 0  | 0 | 2    | 0  | 0  | 0.00 | 0.00 |
| 1997/1998    | Michigan K-Wings | IHL          | 2  | 0  | 2 | 88   | 7  | 0  | 4.73 | —    |
| 1998/1999    | Houston Aeros    | IHL          | 19 | 11 | 8 | 1126 | 49 | 1  | 2.61 | 90.4 |
| 1999/2000    | Dallas Stars     | NHL          | 1  | 0  | 0 | 17   | 1  | 0  | 3.54 | 87.5 |
| 2002/2003    | Minnesota Wild   | NHL          | 9  | 3  | 4 | 552  | 18 | 0  | 1.96 | 92.9 |
| 2004/2005    | Luleå HF         | SEL          | 3  | —  | — | 159  | 13 | 0  | 4.90 | —    |
| Celkem v NHL | Celkem v NHL     | Celkem v NHL | 11 | 3  | 4 | 571  | 19 | 0  | 2.00 | 92.7 |

### Reprezentace
| Rok                       | Tým                       | Soutěž                    | Z | V | P | MIN | OG | ČK | POG  | %ChS  |
| ------------------------- | ------------------------- | ------------------------- | - | - | - | --- | -- | -- | ---- | ----- |
| 1994                      | Kanada 20                 | MSJ                       | 3 |   |   | 180 |    | 0  | 3.33 | 87.65 |
| Juniorská kariéra celkově | Juniorská kariéra celkově | Juniorská kariéra celkově | 3 |   |   | 180 |    | 0  | 3.33 | 87.65 |

Legenda
- Z - Odehrané zápasy (Zápasy)
- V - Počet vyhraných zápasů (Vítězství)
- P - Počet prohraných zápasů (Porážky)
- R/PVP - Počet remíz respektive porážek v prodloužení zápasů (Remízy/Porážky v prodloužení)
- MIN - Počet odchytaných minut (Minuty)
- OG - Počet obdržených branek (Obdržené góly)
- ČK - Počet vychytaných čistých kont (Čistá konta)
- POG - Průměr obdržených branek (Průměr obdržených gólů)
- G - Počet vstřelených branek (Góly)
- A - Počet přihrávek na branku (Asistence)
- %CHS - % chycených střel (% chycených střel)